# Gotham Independent Film Awards 2021
La cerimonia di premiazione della 31ª edizione dei Gotham Independent Film Awards ha avuto luogo il 29 novembre 2021. Le candidature sono state annunciate il 21 ottobre 2021.
A partire da questa edizione, i premi per il miglior attore e la migliore attrice saranno sostituiti da due nuove categorie di premi con genere neutrale: miglior interpretazione protagonista e miglior interpretazione non protagonista. Inoltre, verrà aggiunta una categoria di premio con genere neutrale per la recitazione in una serie: miglior interpretazione in una nuova serie. Per queste tre nuove categorie ci saranno fino a dieci nominati invece dei soliti cinque. Oltre a queste modifiche alle categorie di recitazione, per questa cerimonia verrà creato il premio per la miglior serie non-fiction rivelazione.

## Vincitori e candidati
I vincitori sono indicati in grassetto, a seguito i candidati.

### Miglior film
- La figlia oscura, regia di Maggie Gyllenhaal
- Sir Gawain e il Cavaliere Verde (The Green Knight), regia di David Lowery
- Due donne - Passing (Passing), regia di Rebecca Hall
- Pig, regia di Michael Sarnoski
- Test Pattern, regia di Shatara Michelle Ford

### Miglior documentario
- Flee (Flugt), regia di Jonas Poher Rasmussen
- Ascension, regia di Jessica Kingdon
- Faya Dayi, regia di Jessica Beshir
- President, regia di Camilla Nielsson
- Summer of Soul, regia di Ahmir Thompson

### Film internazionale
- Drive My Car (Doraibu mai kā), regia di Ryūsuke Hamaguchi
- Azor, regia di Andreas Fontana
- La persona peggiore del mondo (Verdens verste menneske), regia di Joachim Trier
- Ras vkhedavt rodesats tsas vuq'urebt?, regia di Alexandre Koberidze
- The Souvenir: Part II, regia di Joanna Hogg
- Titane, regia di Julia Ducournau

### Premio Bingham Ray al miglior regista esordiente
- Maggie Gyllenhaal - La figlia oscura
- Edson Oda - Nine Days
- Rebecca Hall - Due donne - Passing (Passing)
- Emma Seligman - Shiva Baby
- Shatara Michelle Ford - Test Pattern

### Miglior sceneggiatura
- Maggie Gyllenhaal - La figlia oscura
- Paul Schrader - Il collezionista di carte (The Card Counter)
- Amalia Ulman - El Planeta
- David Lowery - Sir Gawain e il Cavaliere Verde (The Green Knight)
- Rebecca Hall - Due donne - Passing (Passing)
- Sean Baker e Chris Bergoch - Red Rocket

### Miglior interpretazione protagonista
- Olivia Colman - La figlia oscura
- Frankie Faison - The Killing of Kenneth Chamberlain
- Michael Greyeyes - Wild Indian
- Brittany S. Hall - Test Pattern
- Oscar Isaac - Il collezionista di carte (The Card Counter)
- Taylour Paige - Zola
- Joaquin Phoenix - C'mon C'mon
- Simon Rex - Red Rocket
- Lili Taylor - Paper Spiders
- Tessa Thompson - Due donne - Passing (Passing)

### Miglior interpretazione non protagonista
- Troy Kotsur - CODA - I segni del cuore (CODA)
- Reed Birney - Mass
- Jessie Buckley - La figlia oscura
- Colman Domingo - Zola
- Gaby Hoffmann - C'mon C'mon
- Marlee Matlin - CODA - I segni del cuore (CODA)
- Ruth Negga - Due donne - Passing (Passing)

### Miglior interpretazione rivelazione
- Emilia Jones - CODA - I segni del cuore (CODA)
- Natalie Morales - Language Lessons
- Rachel Sennott - Shiva Baby
- Suzanna Son - Red Rocket
- Amalia Ulman - El Planeta

### Miglior serie rivelazione - formato lungo
- Squid Game
- The Good Lord Bird - La storia di John Brown (The Good Lord Bird)
- It's a Sin
- Small Axe
- La ferrovia sotterranea (The Underground Railroad)
- The White Lotus

### Miglior serie rivelazione - formato breve
- Reservation Dogs
- Blindspotting
- Hacks
- Run the World
- We Are Lady Parts

### Miglior serie non-fiction rivelazione
- Philly D.A.
- City So Real
- Exterminate All the Brutes
- How To with John Wilson
- Pride

### Miglior interpretazione in una nuova serie
- Thuso Mbedu - La ferrovia sotterranea (The Underground Railroad)
- Ethan Hawke - The Good Lord Bird - La storia di John Brown (The Good Lord Bird)
- Jennifer Coolidge - The White Lotus
- Michael Greyeyes - Rutherford Falls - Amici per la vita
- Devery Jacobs - Reservation Dogs
- Lee Jung-jae - Squid Game
- Jean Smart - Hacks
- Omar Sy - Lupin
- Anya Taylor-Joy - La regina degli scacchi (The Queen's Gambit)
- Anjana Vasan - We Are Lady Parts

### Industry Tribute
- Eamonn Bowles[9]

### Premio al miglior cast
- The Harder They Fall (Zazie Beetz, Deon Cole, RJ Cyler, Danielle Deadwyler, Idris Elba, Edi Gathegi, Regina King, Delroy Lindo, Jonathan Majors e Lakeith Stanfield)[10]

### Premio al miglior performer
- Kristen Stewart[9]

### Premio al miglior regista
- Jane Campion[11]